# Andrej Michněvič
Andrej Anatoljevič Michněvič (bělorusky Андрэй Міхневіч, rusky Андрей Анатольевич Михневич; * 12. července 1976 Bobrujsk) je běloruský atlet, mistr světa ve vrhu koulí.

## Kariéra
Od 7. srpna 2001 do 6. srpna 2003 si odpykával dvouletý trest za pozitivní dopingový nález na zakázané látky, který mu byl odhalen během světového šampionátu v Edmontonu.
Třikrát reprezentoval na letních olympijských hrách. Poprvé se kvalifikoval v roce 2000 na olympiádu v australském Sydney, kde ve finále skončil na 9. místě. Na následujících LOH 2004 v Athénách obsadil výkonem 20,60 m 5. místo. Největšího úspěchu dosáhl na olympiádě v Pekingu v roce 2008, kde vybojoval bronzovou medaili. Jeho nejdelší hod z druhé série měřil 21,05 m. O čtyři centimetry dál poslal v poslední sérii kouli Američan Christian Cantwell a Michněviče odsunul na třetí pozici. Polák Tomasz Majewski se stal olympijským vítězem za 21,51 m.
V roce 2012 IAAF znovu testovala vzorky z mistrovství světa v atletice 2005 a u Michněvič byl testován pozitivně na tři anabolické steroidy: clenbuterol, methandienone a oxandrolon. Vzhledem k tomu, že mu již v roce 2001 byl prokázán dopink a byla mu proto pozastavena činnost na dva roky, tentokrát byl potrestán celoživotním zákazem a byly mu v roce 2014 zrušeny všechny sportovní výsledky od 6. srpna 2005. Z velkých soutěží mu tedy zůstal pouze titul mistra světa 2003.

## Osobní rekordy
- hala – 21,81 m – 12. února 2010, Mohylev
- venku – 22,10 m – 11. srpna 2011, Minsk

## Soukromý život
V březnu roku 2007 se oženil s běloruskou atletkou, rovněž koulařkou, mistryní Evropy z roku 2006 Nataljou Choroněkovovou, se kterou má syna a žijí ve městě Vitebsk.